# Subsecretário de Estado
Subsecretário de Estado é o nome que se dá, em certos países, a um cargo governativo de estatuto inferior ao de secretário de Estado.

## Portugal
Em Portugal, subsecretário de Estado constitui a menor categoria de membros do Governo. O governo atualmente em funções (XXI Governo Constitucional não inclui nenhum membro com a categoria de secretário de Estado. 
Até 1958, a função de subsecretário de Estado correspondia, aproximadamente a uma espécie de vice-ministro de um determinado ministério. A designação "subsecretário de Estado" estava relacionada com o facto dos ministros serem antigamente designados "secretários de Estado". Em 1958, a estrutura do Governo foi reorganizada e passou a incluir secretários de Estado, de categoria intermédia entre a de ministro e de subsecretário de Estado. Sobretudo a partir de finais da década de 1960, passaram a ser nomeados cada vez menos subsecretários de Estado, passando as suas funções a serem assumidas por secretários de Estado. Sobretudo a partir da década de 1980, a nomeação de subsecretários de Estado passou a ser bastante rara, com muitos governos a não incluirem nenhum membro com essa categoria.
Atualmente, os subsecretários de Estado atuam apenas como adjuntos de um secretário de Estado ou de um ministro, não dirigindo departamentos estruturados, com organização própria, designados "subsecretarias de Estado" ou "subsecretariados de Estado". Contudo historicamente existiu o Subsecretariado de Estado da Aeronáutica (entre 1952 e 1961).